# Va'aletoa Sualauvi II
Tuimalealiifano Va'aleto'a Sualauvi II, né le 29 avril 1947 aux Samoa, est un chef traditionnel, avocat et homme d'État samoan. Il est chef de l'État (O le Ao o le Malo) depuis le 21 juillet 2017.

## Biographie
Après une licence de droit à l'Université nationale australienne, il obtient un diplôme de théologie au Malua Theological College aux Samoa. Il devient enseignant en école secondaire, puis inspecteur-chef dans la police des Samoa puis en Nouvelle-Zélande pendant trois ans. À l'âge de 30 ans, il hérite du titre de Tuimaleali'ifano (en), l'un des quatre titres tama ʻaiga de la haute aristocratie locale,.
Durant sa carrière d'avocat, il est solliciteur et barrister à la Cour suprême ; et principal solliciteur pour l'État au bureau du procureur général. Il se présente une seule fois aux élections législatives, dans la circonscription de Falelatai-et-Samatau aux élections de 2001, et est largement battu par Telefoni Retzlaff. De 1993 à 2001 et de 2004 à 2017 néanmoins, il est membre du Conseil des suppléants, corps constitué d'un à trois membres choisis par le Parlement pour exercer provisoirement les fonctions du chef de l'État en cas de vacance,,.
Le 5 juillet 2017, le Fono, le parlement samoan, l'élit à l'unanimité à la tête de l'État, poste honorifique réservé par coutume à l'un des quatre tama ʻaiga. Il entre en fonction le 21 juillet, au terme du second mandat de son prédécesseur Tufuga Efi,.
Il participe à la crise politique de 2021. Lorsque les élections législatives en avril produisent un résultat initialement ambigu, il suspend indéfiniment le Parlement et, faisant fi d'un ordre de la Cour suprême, ne permet ni aux députés de siéger, ni à la nouvelle Première ministre Fiame Naomi Mata'afa de prêter serment,,. La crise se termine fin juillet lorsque la Cour d'Appel reconnaît Fiame comme Première ministre légitime,,.
Le 23 août 2022, il est réélu chef de l'État à l'unanimité par le parlement.

## Titulature
- 1977 - 21 juillet 2017 : Tui A'ana Tuimaleali'ifano Va'aleto'a Eti Sualauvi II[12].
- Depuis le 21 juillet 2017 : Son Altesse Tui A'ana Tuimaleali'ifano Va'aleto'a Sualauvi II.